# Porzia che si ferisce alla coscia
(Elisabetta Sirani nel descrivere la sua opera)
Porzia che si ferisce alla coscia è un dipinto di Elisabetta Sirani, realizzato nel 1664 e attualmente conservato a Casa Saraceni, sede delle Collezioni d'arte e di storia della Fondazione Cassa di Risparmio in Bologna.

## Storia
Il dipinto rappresenta l'ultimo lavoro della pittrice Elisabetta Sirani, morta a soli 27 anni l'anno seguente alla realizzazione del quadro. Esso venne realizzato per il mercante di seta Simone Tassi e, dopo essere stato di proprietà della statunitense Stephen & Marilyn Miles Foundation, è stato acquisito dalla Fondazione Carisbo nel 2008 a un'asta presso Sotheby's.

## Descrizione
In questo dipinto la Sirani ritrae un episodio di carattere storico e in parte anche leggendario della storia romana, narrato da Plutarco.
Nell'Antica Roma, Porzia, nobildonna famosa per il suo coraggio e buon cuore, e moglie di Marco Giunio Bruto (il celebre Bruto, figlio adottivo e uno degli assassini di Cesare), rendendosi conto del grande turbamento e ansia che affligge il marito proprio per via del malefico piano che deve attuare, estrae un pugnale e si ferisce una coscia per dimostrare il suo enorme coraggio e lealtà, e quindi trasmetterne al marito per portare al termine la sua "missione".
È anche un atto di devozione che mostra la condivisione di qualsiasi cosa, che siano gioie o, come in questo caso, dolori, all'interno della coppia: Porzia, con questo gesto, vuole mostrare la sua fedeltà e dedizione a condividere l'evento che si avvicina, che coinvolgerà il marito, e che continua ad agitarlo.
Nell'atto di ferirsi la sua stessa coscia, Porzia, vestita con una sontuosa veste cremisi che le scende sulla spalla sinistra, non lascia trasparire la minima preoccupazione o dolore fisico, ma anzi ha la mano destra ferma e avvolta stretta al pugnale, e non ha paura che i tre soggetti sullo sfondo, forse tre sue ancelle, la vedano; nella mano sinistra stringe invece il fodero del pugnale. Si pensa che questa rappresentazione forte e impavida di Porzia sia un richiamo al reale carattere della sua autrice, Elisabetta Sirani, appunto.